# Günter Müggenburg

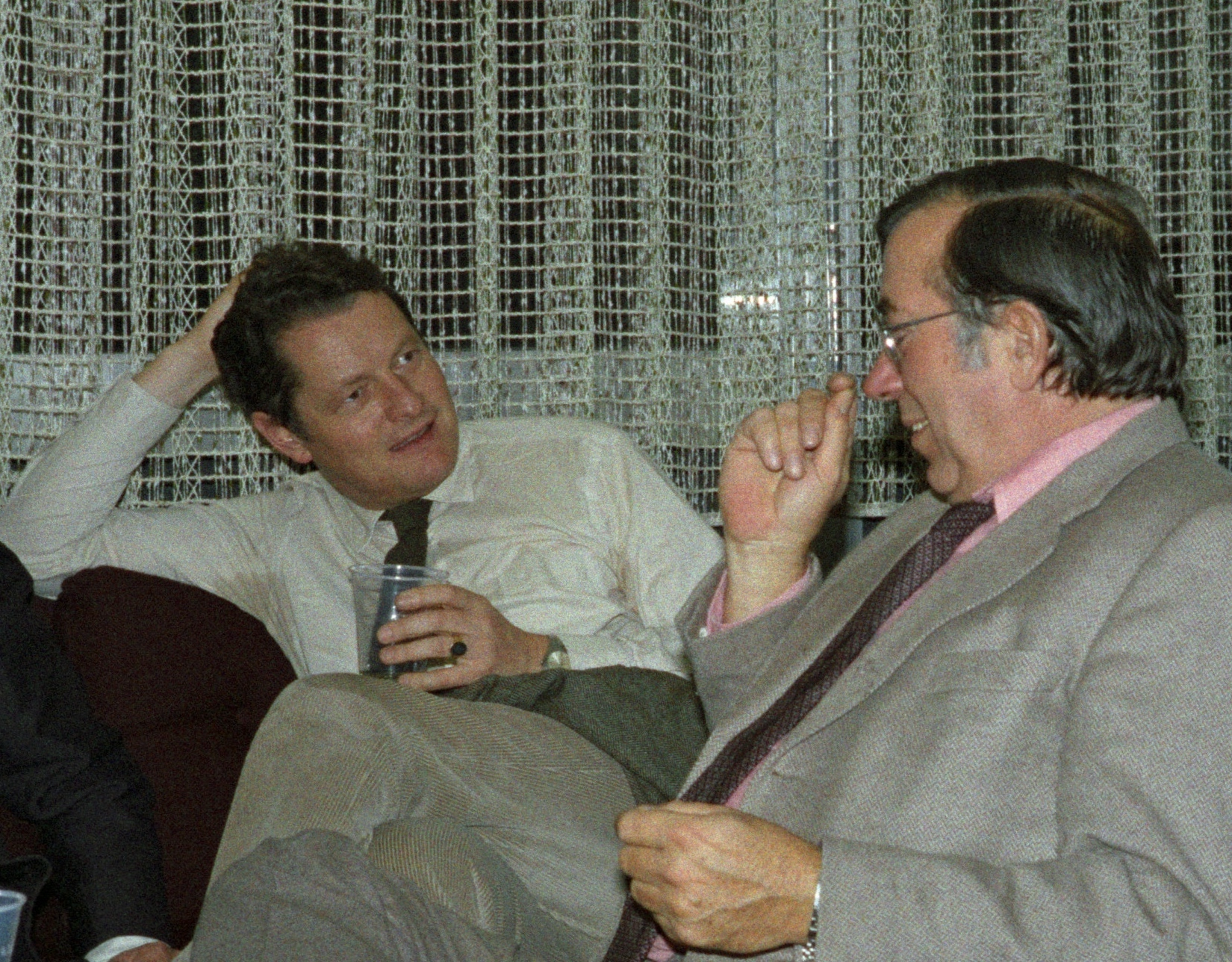
Günter Müggenburg (rechts) im Gespräch mit Rolf Seelmann-Eggebert

Günter Müggenburg (* 3. März 1926 in Essen; † 21. November 2002 in Bonn) war ein deutscher Journalist der ARD.

## Leben und Wirken
Müggenburg wurde 1926 als Sohn des Steigers Fritz Müggenburg in Essen geboren. Von 1936 bis 1944 besuchte er die Oberschule in Essen und Dortmund. Reichsarbeits- und Wehrdienst zwangen ihn zum vorzeitigen Abgang. Ehe er 1946 das Abitur nachholte, ging er im ersten Nachkriegsjahr einer Arbeit als Bergmann nach. Der erlangten Hochschulreife folgte wiederum ein Jahr körperlicher Arbeit als Bergmann und Maurergehilfe.
Von 1947 bis 1948 war er als Reporter für den Neuen Westfälischen Kurier unterwegs. 1948 wechselte er zur Westdeutschen Allgemeinen Zeitung (WAZ), wo er 1950 zum Redakteur im Ressort Politik aufstieg. Danach studierte er von 1952 bis 1953 Politikwissenschaft und Geschichte an der Missouri State University und setzte seine Arbeit als Redakteur für die WAZ fort.
Als er den Posten als Leiter der WAZ-Nachrichtenredaktion angeboten bekam, kehrte er 1954 ins Ruhrgebiet zurück. 1955 verlagerte er seine Tätigkeit für dieses Blatt nach Bonn, wodurch er direkt aus dem deutschen Machtzentrum berichten konnte. In diesem Zusammenhang begleitete er 1961 Bundeskanzler Konrad Adenauer auf dessen Weltreise. Im September 1962 war er der erste ausländische Berichterstatter aus der jemenitischen Bürgerkriegsregion.
Müggenburg war von 1963 an – als das ARD-Fernsehstudio Bonn eröffnete – 20 Jahre für den Westdeutschen Rundfunk und die ARD tätig. Zunächst war er stellvertretender Studioleiter und Redakteur im Hauptstadtstudio Bonn. Hier wurden Beiträge für die Nachrichtensendung Tagesschau sowie der Bericht aus Bonn produziert. Müggenburg wurde 1966 zum Leiter des WDR-Fernsehstudios und Chefkorrespondent der ARD befördert. Die Moderation des Berichts aus Bonn oblag ihm von 1965 bis 1969.
Mit Beginn des Jahres 1970 war er als Ostasien-Korrespondent der ARD mit Sitz in Hongkong eingesetzt. Von eminenter Wichtigkeit in jenen Jahren waren seine Reportagen über den Vietnamkrieg. Im Juli 1973 wechselte er als Amerika-Korrespondent und Studio-Leiter seines Senders nach Washington, wo er Klaus Bölling ablöste.
1978 wurde ihm die Chefredaktion der Tagesschau angetragen, sodass seine Zeit als Auslandskorrespondent endete. Er führte noch im selben Jahr eine erweiterte Spätausgabe der Hauptnachrichtensendung unter dem Titel „Tagesthemen“ ein. Kurzzeitig leitete er nebenher noch das WDR-Landesstudio in Düsseldorf.
Statt die Nachfolge von Fernseh-Chefredakteur Theo M. Loch anzutreten, wechselte er im Januar 1984 zum Essener WAZ-Pressekonzern als „Generalbevollmächtigter für Neue Medien“, dem die Verfolgung und Steuerung der Entwicklung des privatrechtlichen Fernsehens zufiel. Innerhalb dieses Bereiches fungierte er zum einen als Geschäftsführer der Westfilm Medien GmbH, einer Tochtergesellschaft der WAZ-Gruppe, zuständig für das Engagement des WAZ-Konzerns bei den privaten Anbietern. Zum anderen war er Geschäftsführer von Tele West in Düsseldorf und Essen. Später kam noch die Geschäftsleitung von Kabelcom GmbH (heute: Kabelcom.Digital GmbH), einer Beteiligungsgesellschaft für Breitbandkabel-Kommunikation mit Sitz in Essen, hinzu. Zuletzt war er auch Vorsitzender des Programmbeirates beim Kölner Fernsehsender RTL.
Bereits pensioniert, übernahm er 1994 kommissarisch den Posten des RTL-Chefredakteurs vom freigestellten Dieter Lesche, der die Verpflichtung von zwei ehemaligen Bild-Chefs kritisiert hatte. Müggenburg selbst kritisierte scharf bestimmte Entwicklungen im TV-Bereich, allen voran die „Boulevardisierung der Nachrichten“ und die Verschiebung von kulturellen Inhalten in die Nacht oder die Dritten Programme.
Am 21. November 2002 starb Günter Müggenburg nach längerer Krankheit im Alter von 76 Jahren im Krankenhaus Bonn-Bad Godesberg.

## Privates
Müggenburg war seit 1956 mit Erika Müggenburg, geb. Gassmüller (1929–2014) verheiratet.

## Ehrungen
Günter Müggenburg wurde 1970 das Bundesverdienstkreuz verliehen. Am 28. September 1995 wurde er mit dem Verdienstorden des Landes Nordrhein-Westfalen ausgezeichnet.

## Zitate

### Zitat von Müggenburg
„Ist es notwendig, fast alle kulturell wertvollen Sendungen in die Zeit nach 23 Uhr oder in die Dritten Programme abzuschieben? Muss das gesamte Programm ein Spaß-Programm werden mit den Dreißigern als Zielgruppe der Werbung?“

### Zitat über Müggenburg
„Günter Müggenburg hat über zwei Jahrzehnte die aktuelle politische Berichterstattung der ARD entscheidend mitgeprägt. Auf wichtigen Posten in Deutschland, in Fernost und in den USA hat er zum Erfolg und zum Ansehen unserer Informationsprogramme beigetragen. Günter Müggenburg hat mit Ernst Weisenfeld, Friedrich Nowottny und Ernst-Dieter Lueg den Grundstein für die bundespolitische Berichterstattung gelegt, als er das Studio Bonn aufbaute. Er gehörte zu den bestinformierten Journalisten in Deutschland. […] Günter Müggenburg war ein Journalist von öffentlich-rechtlicher Prägung, ein Vorbild an fachlicher Kompetenz und Unabhängigkeit.“